# Hajime Moriyasu
Hajime Moriyasu (森保 一, Moriyasu Hajime) est un footballeur japonais né le 23 août 1968 à Kakegawa, dans la préfecture de Shizuoka au Japon.

## Biographie

### Carrière de joueur
Hajime Moriyasu joue principalement en faveur du Sanfrecce Hiroshima. Avec cette équipe, il est vice-champion du Japon en 1994. Il dispute plus de 300 matchs en première division japonaise entre 1991 et 2003.
Hajime Moriyasu reçoit 35 sélections en équipe du Japon entre 1992 et 1996, inscrivant un but. Il participe avec cette équipe à la Coupe d'Asie des nations 1992 qu'il remporte, puis dispute la Coupe du roi Fahd (ancêtre de la Coupe des confédérations). Lors de la Coupe d'Asie des nations, il joue quatre matchs, à savoir trois rencontres lors du 1er tour, puis la demi-finale gagnée face à la Chine. Il ne dispute en revanche pas la finale remportée face à l'Arabie saoudite.

### Carrière d'entraîneur
Avec l'équipe du Sanfrecce Hiroshima, il est à trois reprises champion du Japon entre 2012 et 2015. Il devient ensuite l'adjoint du sélectionneur de l'équipe du Japon, Akira Nishino. Le 26 juillet 2018, il est nommé entraîneur en chef de l'équipe du Japon.
Il dirige l'équipe du Japon lors de la Coupe d'Asie des nations 2019 organisée aux Émirats arabes unis.

## Statistiques

### Statistiques de joueur

#### Buts internationaux
| 0   | Date            | Lieu                                     | Compétition  | Résultat | Adversaire | Détail | Détail        | Détail | Sél. |
| --- | --------------- | ---------------------------------------- | ------------ | -------- | ---------- | ------ | ------------- | ------ | ---- |
| 1er | 10 février 1996 | Brandon Park (en), Wollongong, Australie | Match amical | V 1-4    | Australie  | 89e    | du pied droit | 1-4    | 33e  |

## Palmarès

### Palmarès de joueur
- Vainqueur de la Coupe d'Asie des nations en 1992 avec l'équipe du Japon
- Vice-champion du Japon en 1994 avec le Sanfrecce Hiroshima

### Palmarès d'entraîneur
- Champion du Japon  en 2012, 2013 et 2015 avec le Sanfrecce Hiroshima
- Vainqueur de la Supercoupe du Japon en 2013, 2014 et 2016 avec le Sanfrecce Hiroshima
- 3e de la Coupe du monde des clubs en 2015 avec le Sanfrecce Hiroshima
- Médaillé de bronze aux Jeux asiatiques en 2018 avec l'équipe du Japon des moins de 23 ans
- Vainqueur de la Coupe d'Asie de l'Est en 2022 et 2025 avec le Japon